# James Carlisle

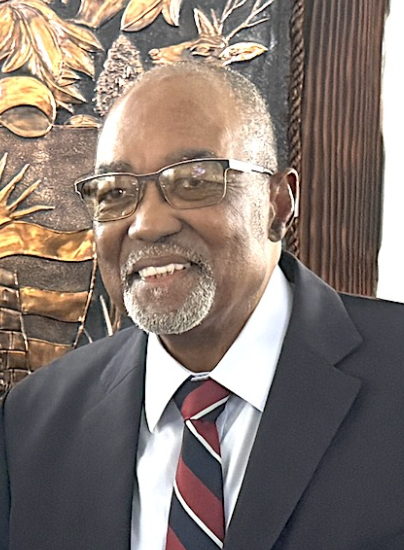
Sir James Carlisle (2024)

Sir James Beethoven Carlisle GCMG (* 5. August 1937 in Bolans (Antigua)) ist ein antiguanischer Politiker und ehemaliger Generalgouverneur von Antigua und Barbuda.

## Biografie

### Studium und berufliche Laufbahn
Nach der Schulausbildung an der Bolans Public School absolvierte er in Großbritannien zunächst einen allgemein bildenden Studiengang am Northampton College of Technology. Später absolvierte er ein Studium der Zahnmedizin an der Universität Dundee, das er mit einem Bachelor beendete. Zwischen 1961 und 1966 war er auch Soldat der britischen Royal Air Force.
Nach einer Tätigkeit als Zahnarzt in Großbritannien, kehrte er 1981 nach Antigua zurück, wo er sich als vierter Zahnarzt der Insel niederließ. Neben seiner privaten Praxis war er auch als Zahnarzt im Gesundheitsdienst des Landes tätig. Während seiner Tätigkeit als Zahnarzt gründete er mit Hilfe von Premierminister Vere Cornwall Bird, einem seiner Patienten, ein Fluoridprogramm zur Prophylaxe von Zahnkaries bei Kindern sowie ein Institut für freie Zahnheilkunde. Daneben engagierte er sich als Mitglied der Internationalen Gesellschaft der Laserzahnärzte sowie des Britischen Verbandes für Zahnmedizin. Darüber hinaus schloss er 1991 ein Postgraduales Studium an der American School of Laser Dentistry ab. Zwischen 1983 und 1993 war er auch als Zahnarzt Offizier der Streitkräfte (Royal Antigua and Barbuda Defence Force).

### Politische Laufbahn und Aufstieg zum Generalgouverneur
Am 10. Juni 1993 wurde er als Nachfolger von Sir Wilfred E. Jacobs durch Premierminister Bird zum ersten einheimischen Generalgouverneur von Antigua und Barbuda nominiert und Königin Elisabeth II. zu deren Vertreter als Staatsoberhaupt ernannt. Im selben Jahr wurde er von der Königin zum Knight Grand Cross des Order of St. Michael and St. George (GCMG) geschlagen und damit in den persönlichen Adelsstand erhoben.
Seine Angehörigkeit zur Kirche der Siebenten-Tags-Adventisten, der offizielle Termine am Samstag, dem Sabbat der Adventisten wahrnahm und auch keinen Alkohol an offizielle Gäste ausschenkte, führte zu Kontroversen, insbesondere als er trotz eines Samstags an der Hochzeit von Prinz Charles im Windsor Registry Office teilnahm und auch den dort gereichten Champagner trank.
Am 17. Juli 2007 übergab er dann das Amt des Generalgouverneurs an Louise Lake-Tack, der ersten Frau in diesem Amt.
Für seine Verdienste wurde er als Knight of Justice in den Order of St. John aufgenommen. Außerdem wurde ihm der Ehrendoktortitel der Rechtswissenschaften (LLD) der Andrews University in Michigan, einer Universität der Siebenten-Tags-Adventisten.